# Abrictosaurus consors
Abrictosaurus consors (Thulborn, 1974) era un piccolo dinosauro erbivoro vissuto tra Triassico superiore e Giurassico inferiore (tra Retico e Sinemuriano, 201,6-189,6 milioni di anni fa), in cui resti fossili sono stati rinvenuti in Lesotho e in Sudafrica.

## Descrizione
Questo piccolo bipede, lungo circa un metro e pesante meno di 45 chilogrammi,  è piuttosto particolare non tanto per il suo aspetto (in verità piuttosto banale), quanto per quello che "non possedeva". I suoi parenti più stretti, infatti, vanno ricercati nella famiglia degli eterodontosauridi, piccoli dinosauri ornitischi semibipedi che, pur essendo con ogni probabilità erbivori, erano armati di artigli e di zanne. Ebbene, Abrictosaurus, pur essendo sicuramente un eterodontosauride, non aveva né gli uni né gli altri. Alcuni paleontologi sono convinti che Abrictosaurus sia un fossile di femmina di Heterodontosaurus: un po' come nei cervi odierni, forse solo il maschio di questi animali era dotato di queste caratteristiche.

## Etimologia

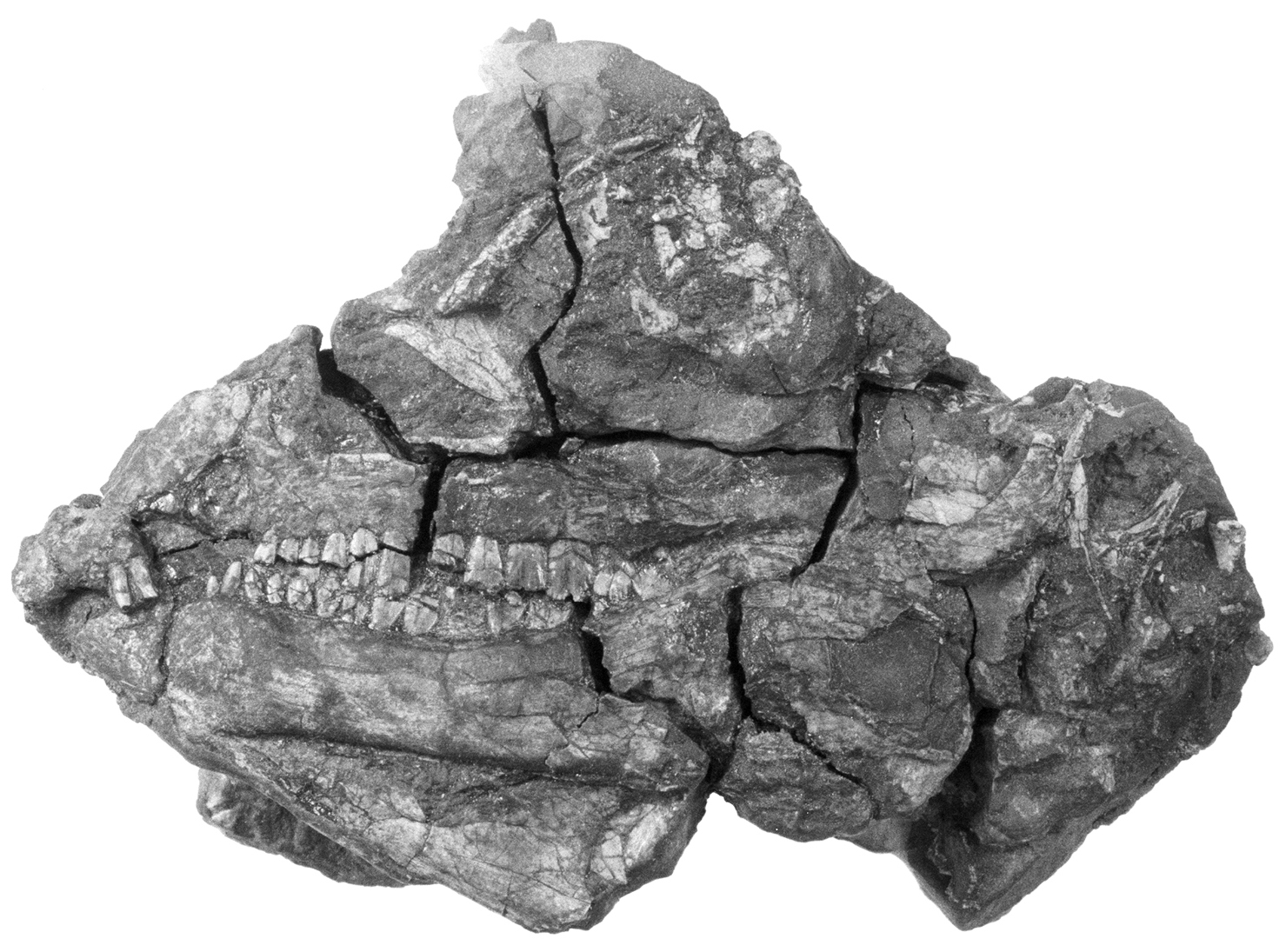
Cranio e mandibola di Abrictosaurus consors

Il nome generico Abrictosaurus significa "lucertola senza sonno", mentre la specie, descritta originariamente nel 1974 da Richard Thulborn come Lycorhinus consors, deriva dalla parola latina che significa "consorte", "moglie". Thulborn, infatti, credeva che il teschio ritrovato appartenesse a una femmina, dal momento che mancava delle prominenti zanne ritrovate in altri eterodontosauridi, una caratteristica che Thulborn riconduceva a un tratto di dimorfismo sessuale.
Lo strano nome generico, invece, si è originato da una disputa tra due scienziati sudafricani: Thulborn, infatti, a causa del particolare tipo di rimpiazzo della dentatura, ipotizzò che gli eterodontosauridi attraversassero periodi di estivazione (una sorta di ibernazione durante la stagione secca). James Hopson, invece, non riteneva che gli eterodontosauridi adottassero un comportamento simile, e per illustrare questo concetto rinominò Lycorhinus consors, riconosciuto essere un genere a parte dopo aver scoperto un cranio più completo, come Abrictosaurus consors, nel 1975. I paleontologi non credono che gli eterodontosauri andassero in estivazione.

## Tassonomia
L'olotipo di Abrictosaurus è uno scheletro parziale, associato a un cranio, di un esemplare giovanile trovato in Lesotho. Un teschio leggermente più completo proviene da un animale adulto trovato in Sudafrica. Entrambi i ritrovamenti mancano delle zanne caniniformi caratteristiche degli altri eterodontosauri. Lo scheletro è poco conosciuto; nel caso in cui gli eterodontosauri fossero stati animali sessualmente dimorfici e le zanne fossero state tipiche dei soli maschi, è del tutto possibile che entrambi i ritrovamenti di Abrictosaurus appartengano a femmine, forse di un altro genere di eterodontosauride già conosciuto. Se si considera Abrictosaurus come un genere valido, questo animale sembrerebbe essere meno evoluto rispetto a Lycorhinus e a Heterodontosaurus.

## Ritrovamento
Abrictosaurus è stato ritrovato nella parte superiore della Formazione Elliot in Lesotho e in Sudafrica, che è ritenuta essere corrispondente agli stadi Hettangiano e Sinemuriano del Giurassico inferiore (200 - 190 milioni di anni fa). Altri dinosauri ritrovati in questi strati appartengono ai generi Massospondylus, Syntarsus (= Coelophysis), Lesothosaurus e agli eterodontosauridi Heterodontosaurus e Lycorhinus.